# Бой на каноэ
Бой на каноэ — один из эпизодов Крикской войны, происшедший на реке Алабама 12 ноября 1813 года.

## Описание
Стычка между американским ополчением под командованием капитана Сэмюэла Дейла, перемещавшимися на двух каноэ по реке Алабама с воинами криков произошла 12 ноября 1813 года. Событие произошло вблизи устья Рандонс-Крик на берегу реки Алабама, между современными округами Кларк и Монро.
Американское ополчение во главе с капитаном Сэмюэлом Дейлом шли экспедицией вверх по течению реки Алабама в составе двух боевых каноэ. В результате завязавшейся перестрелки с воинами криков победу одержали ополченцы, захватив в качестве трофея одну боевую лодку индейцев. Во время боя прославился капитан Сэмюэл Дейл, командовавший экспедицией, а также Джеремайя Остилл и Джеймс Смит.
Бой завершился победой американцев, в результате боя со стороны криков погибло 8 воинов и один смертельно ранен, захвачено одно боевое каноэ. Со стороны ополчения один человек ранен и одно каноэ повреждено.